# Kenneth Alan Ribet
Kenneth Alan Ribet (Nova Iorque, 28 de junho de 1948) é um matemático estadunidense.
É atualmente professor de matemática da Universidade da Califórnia em Berkeley
Em 1989 foi laureado com o primeiro Prêmio Fermat. Recebeu a Medalha Brouwer de 2017.